# Sherrod Brown
Pour les articles homonymes, voir Brown.

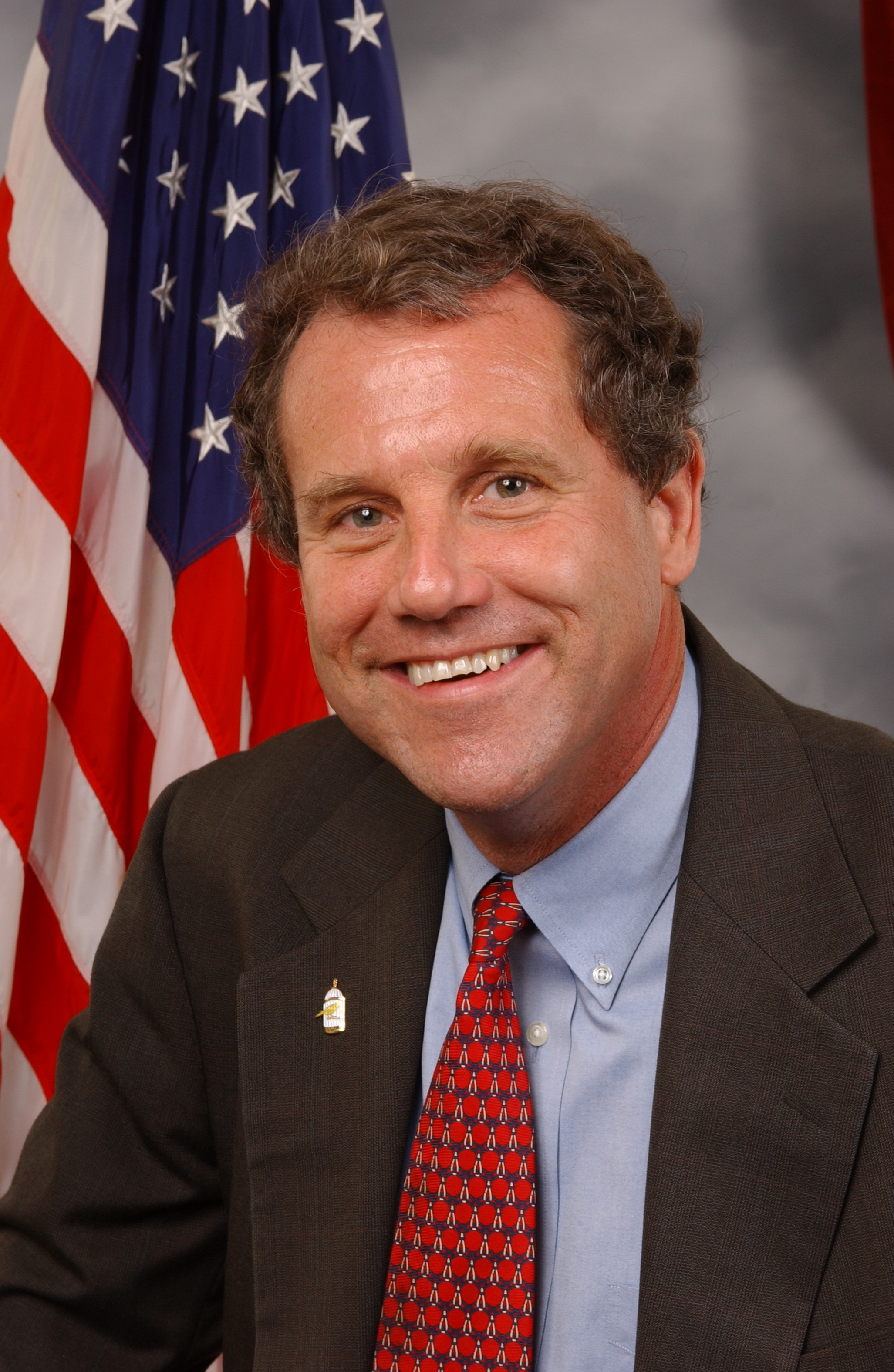
Sherrod Brown (portrait officiel de la chambre des représentants).

Sherrod Campbell Brown, né le 9 novembre 1952 à Mansfield, dans l'Ohio, est un homme politique américain, membre du Parti démocrate, il est sénateur de l'Ohio au Congrès des États-Unis entre 2007 et 2025.
Débutant très jeune une carrière politique, il est membre de la Chambre des représentants de l'Ohio (1974-1982), puis secrétaire d'État de l'Ohio (1982-1990), il est représentant du 13e district de l'Ohio à la Chambre des représentants des États-Unis entre 1993 et 2007 où il est membre du caucus des démocrates progressistes. Élu sénateur en 2007, il est réélu pour un  second mandat en 2012 avec près de 51 % des suffrages exprimés face au candidat républicain Josh Mandel et pour un troisième mandat lors des élections sénatoriales de 2018 face au Républicain Jim Renacci, actuel représentant au Congrès américain du 16e district de l'Ohio, qu'il bat en récoltant 52,3 % des voix.

## Biographie
Après avoir obtenu un bachelor of arts en civilisation russe de l'université Yale en 1974 et un master of arts en éducation et administration publique de l'université d'État de l'Ohio à Columbus en 1981, il enseigne à l'antenne de Mansfield de l'université d'État de l'Ohio de 1979 à 1981.

### Carrière politique
De 1974 à 1982, Brown est l'un des plus jeunes membres de la Chambre des représentants de l'Ohio. En 1982, il se présente à l'élection du poste de secrétaire d'État de l'Ohio. Après s'être imposé lors de l'élection primaire démocrate, notamment contre Dennis Kucinich, ancien maire de Cleveland, il est élu face au Républicain Virgil Brown. Réélu ensuite en 1986, Brown est finalement battu en 1990 par le Républicain Bob Taft alors qu'il sollicite un 3e mandat.
En 1992, Brown est facilement élu à la Chambre des représentants des États-Unis où il représente le 13e district de l'Ohio (banlieues ouest et sud de Cleveland), un bastion démocrate de longue date[réf. nécessaire]. Il est réélu à 6 reprises sans opposition manifeste à l'exception des élections de 1994.
En 2000, Brown est élu délégué de l'Ohio à la Convention nationale démocrate qui désigne Al Gore comme candidat à l'élection présidentielle. Il est de nouveau délégué démocrate lors de la convention démocrate de 2004 à Boston.

#### Sénateur de l'Ohio
Lors de l'été 2005, Brown annonce son intention de ne pas se présenter face au sénateur républicain sortant de l'Ohio Mike DeWine. À l'automne, il revient sur sa décision. Bénéficiant de ses relations et de sa longévité politique dans l'Ohio, il s'impose lors des élections primaires d'abord face à Paul Hackett qui se retire de la course le 13 février 2006 puis lors de la primaire démocrate elle-même le 2 mai où Brown obtient 78,11 % des voix contre 21,89 % à Merrill Samuel Keiser, Jr.
Le 7 novembre 2006, dans un contexte national et local difficile pour les Républicains (impopularité de la guerre d'Irak et du gouverneur Bob Taft embourbé dans des affaires de corruption ainsi que la perte de 200 000 emplois industriels dans l'État depuis 2001), Brown est élu sénateur au siège de l'État de l'Ohio avec 56 % des voix contre 44 % au sénateur républicain sortant Mike DeWine. Il prend ses fonctions en janvier 2007 et en tant qu'opposant déterminé à la guerre d'Irak, il vote en conséquence au Congrès contre l'augmentation du budget de guerre et pour la proposition de loi demandant le retrait des troupes pour mars 2008.
En mars 2016, pendant les primaires démocrates pour l'élection présidentielle, la candidate Hillary Clinton, qui soutient des positions libre-échangistes, peine à obtenir les voix des hommes blancs de la classe moyenne qui travaillent dans les secteurs industriels touchés par les délocalisations à l'étranger. Ils sont plus sensibles au discours de son adversaire démocrate Bernie Sanders ou du candidat républicain Donald Trump. Brown, venant d'un État industriel, membre de l'aile gauche du parti et proche des syndicats ouvriers est alors envisagé comme candidat à la vice-présidence en « ticket » avec Clinton mais celle-ci choisit finalement Tim Kaine.
Sherrod Brown est candidat à sa réélection lors des élections sénatoriales de 2018. Il affronte le représentant républicain Jim Renacci, qu'il défait en récoltant 2 286 730 voix, soit 52,3 % des suffrages exprimés, contre 46,8 % pour le républicain.
Il envisage de présenter aux primaires démocrates en vue de l'élection présidentielle de 2020. En mars 2019, il annonce finalement qu'il ne sera pas candidat.
Lors des élections sénatoriales de 2024, il affronte Bernie Moreno le candidat républicain, ce dernier gagne l'élection avec 50,3 % des suffrages contre 46,3 % pour Sherrod Brown,.
En août 2025, Brown annonce sa candidature aux élections sénatoriales de novembre 2026, pour le siège occupé par le républicain Jon Husted, nommé pour remplacer JD Vance après son élection comme vice-président,.

### Famille
Brown est marié en secondes noces à la journaliste Connie Schultz (en). Schultz a remporté un prix Pulitzer pour ses éditoriaux dans le Plain Dealer, principal quotidien de Cleveland. Elle a pris un congé de son journal pour ne pas interférer dans la campagne politique de Brown. Elle est également l'auteure de deux ouvrages, Life Happens (2007) et ...and His Lovely Wife (2008) dans lesquels elle décrit son expérience d'épouse d'un candidat au sénat américain. Brown a été précédemment marié à Larke Recchie de 1979 à 1987. Il est le père de quatre enfants, deux de chaque mariage et grand-père de cinq petits-enfants.

## Positions politiques
Sherrod Brown s'oppose à la guerre d'Irak en votant contre la résolution parlementaire (Irak Resolution) autorisant l'envoi de troupes sur place.
Il défend l'égalité des droits pour les homosexuels, bisexuels et transsexuels. Il a aussi voté contre la prohibition de l'adoption pour les couples homosexuels à Washington D.C. Le 30 novembre 2010, il apporte sa contribution à It Gets Better Project et vote pour l'abrogation de Don't ask, don't tell le mois suivant,.
Brown vote en faveur du Patient Protection and Affordable Care Act (l'« Obamacare ») en décembre 2009.
En 2011, il figure dans la liste des membres du Congrès les plus libéraux (au sens américain du terme), établie par le National Journal.
Brown est membre fondateur du Taiwan Caucus au Sénat et défend les positions taïwanaises.

## Ouvrages de Brown
- Congress from the Inside: Observations from the Majority and the Minority  (ISBN 0873386302)
- Myths of Free Trade: Why American Trade Policy Has Failed (Les mythes du libre-échange, pourquoi la politique commerciale américaine a échoué)  (ISBN 1565849280)